# Amigo TV
Amigo TV é uma empresa de televisão por assinatura do Brasil. Sua sede está localizada na Alameda Caiapós, 571, no município de Barueri.

## História

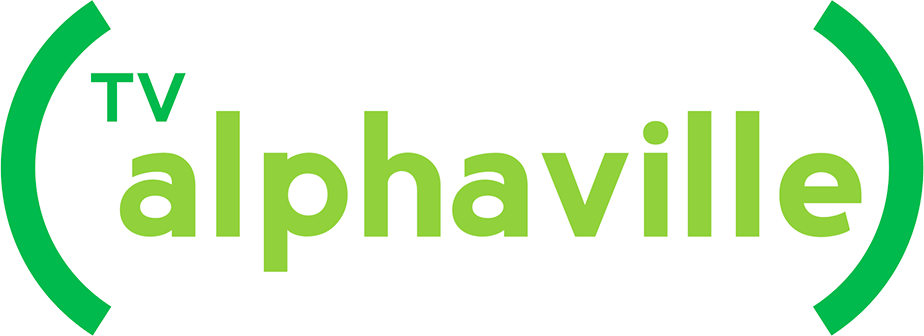
Logotipo da antiga TV Alphaville (1992–2024)

Pioneira na implantação do sistema de TV a cabo no Brasil, a TV Alphaville está no mercado desde 1992. Também foi a primeira a transmitir em alta definição. A empresa oferece planos de TV por assinatura, internet banda larga e telefonia. Utilizando cerca de 500 km de fibras ópticas e cabos coaxiais, a TV Alphaville oferece soluções completas em telecomunicações e de segurança.
A TV Alphaville está presente em condomínios residenciais e empresas de Alphaville, Aldeia da Serra, Tamboré, Barueri e Santana de Parnaíba, além de manter uma operação no Condomínio São Paulo II, na Granja Viana.
Em 18 de abril de 2023, a empresa Brasil TecPar anunciou a aquisição da TV Alphaville.
Em 21 de janeiro de 2024, a TV Alphaville foi oficialmente adquirida pela Brasil TecPar, conforme divulgado pelo jornal Opção, a transação recebeu a aprovação da família Abravanel, notadamente de Patrícia Abravanel, detentora de 55% das ações da empresa. Com a venda, a empresa foi incorporada à rede de serviços Amigo Internet, passando a se chamar Amigo TV.